# Battaglia della Lisaine
La battaglia della Lisaine, chiamata in alcuni testi battaglia di Héricourt, fu uno scontro della guerra franco-prussiana svoltosi tra il 15 e il 17 gennaio 1871, combattuto tra l'armata dell'Est di Charles Denis Bourbaki e le forze prussiane di August von Werder, che, quandanche in inferiorità numerica, inflissero una pesante sconfitta a un nemico già provato dal clima rigido e da condizioni molto dure.

## Contesto storico
Sotto il Secondo impero bonapartista, Napoleone III dichiarò guerra alla Prussia. L'esercito francese, impreparato e male comandato, subì una serie di rovesci e di sconfitte sul suo territorio. L'imperatore si arrese ai Tedeschi a Sedan il 2 settembre 1870.
Si instaurò un governo provvisorio, che decise di proseguire la guerra sotto l'impulso di Léon Gambetta. L'esercito imperiale fu praticamente decimato, ma la riserva costituita dalla guardia nazionale mobile era considerevole. È con il massiccio impiego quest'ultima risorsa che i combattimenti continuarono; Parigi, però, era circondata dalle truppe prussiane e resistette per diversi mesi. Fin dall'autunno 1870, i Prussiani tennero gran parte del territorio francese, mentre nell'Est della Francia, in Alsazia, in Franca Contea, e in una parte della Borgogna erano presenti le forze d'occupazione prussiane. Il colonnello Pierre Philippe Denfert-Rochereau si chiuse con le sue truppe nella cittadella di Belfort.

## La battaglia della Lisaine
Nel dicembre 1870, il governo costituì un nuovo esercito sotto l'autorità del generale Charles Denis Bourbaki, denominato "Armata dell'Est". L'esercito si organizzò a Bourges e si arricchì alla meno peggio durante il suo percorso verso est (Chalon-sur-Saône, Besançon). Burbaki si prefisse di tagliare le retrovie e le linee di comunicazione dei Prussiani e di liberare Belfort, dove il colonnello Denfert-Rochereau e le sue truppe erano bloccate nella cittadella. Dopo avere fatto fermare il grosso dell'esercito nella piccola stazione di Clerval (piccola città a nord di Besançon), il generale Bourbaki cominciò la sua campagna all'Est. Primo obbiettivo fu impadronirsi di Villersexel (Alta Saona).
L'8 gennaio 1871 cominciò la battaglia di Villersexel. Il giorno dopo conobbe il suo apice con una vittoria delle truppe francesi. Sotto il comando dell'intuitivo generale August von Werder, i Prussiani si ritirarono da Villersexel (poiché per Werder, questa città non aveva nulla di strategico), e si spostarono in direzione di Montbéliard. I Prussiani si collocarono, allora, su una linea geografica che seguiva un piccolo corso d'acqua: la Lisaine. A sud, c'era Montbéliard-Héricourt, a nord, Frahier. Le truppe prussiane raggiunsero così i contingenti che occupavano già tutto il paese. Werder indovinò perfettamente il piano di Bourbaki, che fu di dirigersi su Belfort per riprendere la città e liberare la guarnigione francese.
Ma, bloccato a Villersexel per problemi di fornitura, l'esercito dell'Est fu incapace di seguire rapidamente il suo avversario e approfittando così di quest'inerzia, le truppe prussiane presero piede a Bethoncourt sulla riva sinistra del Lisaine (o Lizaine o Luzine in francese), piccolo fiume che si gettava a Montbéliard in Allan. Questo fiume, benché poco importante, formava un ostacolo naturale. Inoltre, l'argine della linea ferroviaria che seguiva la Lisaine (da Montbéliard a Héricourt) offriva un riparo inatteso per i Prussiani. I Prussiani approfittarono dei suoi due giorni di ritardo (10 e 12 gennaio) per disporre i soldati lungo tutto il corso del Lizaine. Bocche da fuoco vennero installate sulle alture: a Chalonvillars (per difendere Chenebier e Frahier), a Mont-Vaudois (per tenere Héricourt), e a Montbéliard (nelle mani dei Prussiani da novembre 1870). I soldati tedeschi misero dalla loro il valore difensivo del Lizaine, la cui larghezza oscillava tra i 6 e gli 8 metri e la cui profondità era intorno a un metro. Fecero saltare la maggior parte dei ponti, mentre altri vennero riempiti di esplosivi e sistemarono le strade per fare passare i rifornimenti. I Francesi furono invece su un terreno boscoso difficile. Dunque, da Montbéliard a Frahier (Alto-Saône), una linea di fronte di circa 20 km fu fortemente difesa.
Il 14 gennaio, i primi contingenti francesi giunsero nella regione di Arcey (10 km al Nord-ovest di Montbéliard). Dopo alcune scaramucce con reparti avanzati prussiani, l'esercito dell'Est giunse sulle alture di Montbéliard. Il piano di Bourbaki consistette in un attacco frontale spiegato su 19 km.
Composto da 140 000 uomini, l'esercito francese era eterogeneo ed improvvisato. Il nemico era composto di circa 52 000 uomini. Il clima in quest'inizio di battaglia era estremamente rigido con la neve che imperversava già da diversi giorni; la temperatura notturna aveva raggiunto i -20°. Mentre i Prussiani trovarono riparo, le truppe francesi bivaccarono nei boschi. Nonostante gli atti di coraggio compiuti nella regione di Villersexel, quello francese che arrivò per combattere sul fronte della Lizaine fu un esercito esaurito e male equipaggiato.
I primi combattimenti si svolsero dinanzi alle città di Héricourt e di Montbéliard. Le truppe penetrarono nella città ed attaccarono il castello per allontanare i Prussiani, che spararono con le armi pesanti. Il piccolo villaggio di Bethoncourt a Nord-est di Montbéliard conobbe un combattimento penoso, durante il quale soccombettero battaglioni di Savoiardi e di zuavi (africani). Ma le lotte più sanguinose si svolsero dinanzi a Héricourt e Chagey. Durante tre giorni, i combattimenti sulla linea del Lizaine conobbero confronti accaniti.

## Epilogo

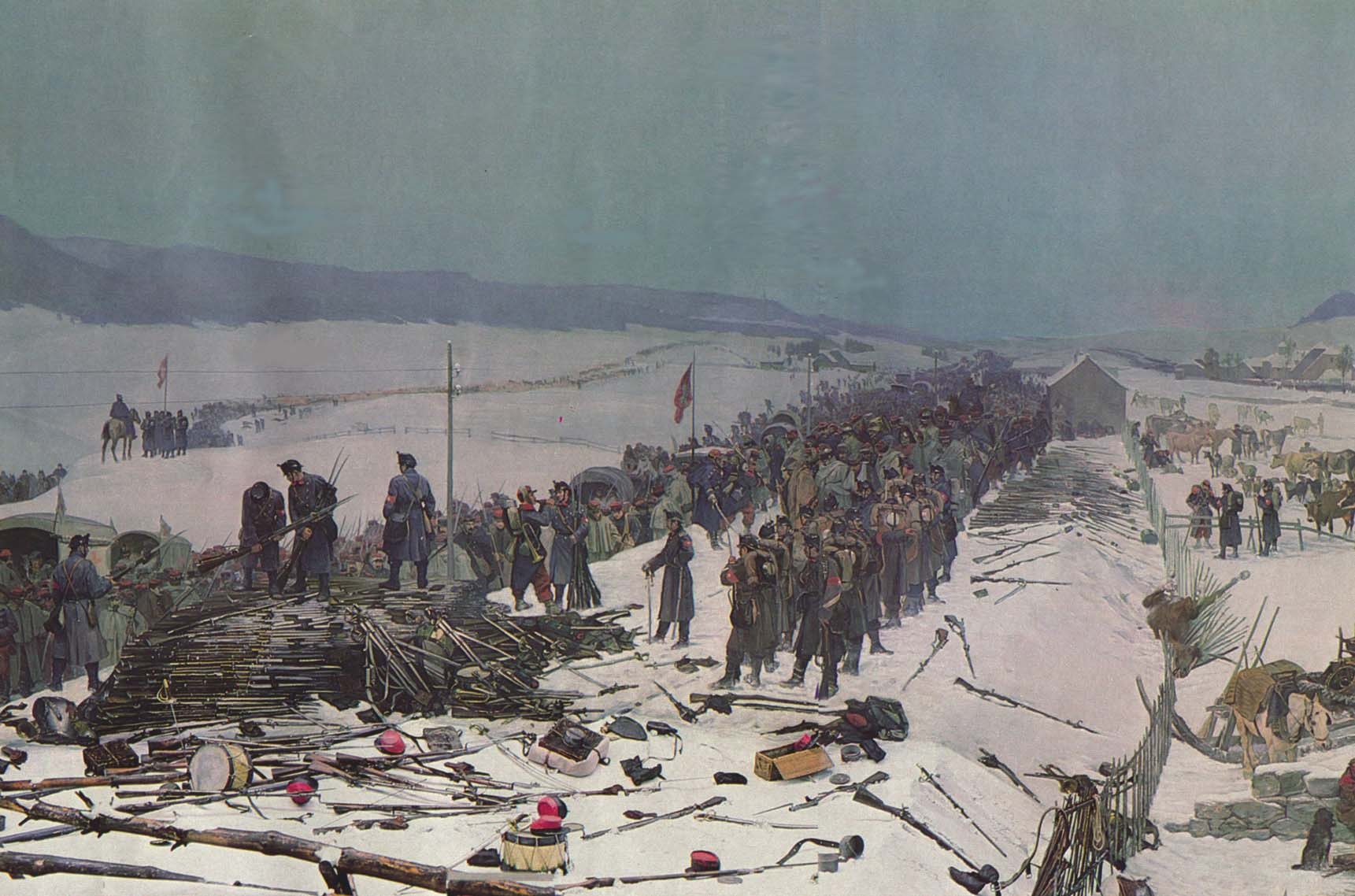
Abbandono delle armi al confine svizzero, nel febbraio 1871

Il 18 gennaio, non essendo giunto a nessuna conquista decisiva, il generale Bourbaki decise di sospendere i combattimenti ed operare la ritirata delle sue truppe in direzione sud, verso Besançon. La missione di Belfort era dunque fallita. Ma preso a tenaglia da un nuovo esercito (quello di Manteuffel), l'esercito dell'Est fu costretto a deviare la sua marcia in direzione di Pontarlier. Questa ritirata sulla piattaforma dell'Alto-Doubs, nel freddo rigido e nella neve, fu comparabile alla situazione raffigurata nel famoso dipinto La Zattera della Medusa. I soldati, con molti che soffrivano fame, esausti, decimati dal freddo, non erano che l'ombra di sé stessi.
Indietreggiando verso la frontiera svizzera, l'esercito dell'Est era preso in trappola. Bourbaki tenterà allora di suicidarsi, sparandosi alla tempia, ma senza riuscire a provocarsi la morte. Lascerà il comando dell'esercito al generale Clinchant, il suo principale assistente. Quest'ultimo negozierà l'avanzata dell'esercito in Svizzera, con la condizione che i soldati fossero disarmati al passaggio della frontiera. A partire dal 1º febbraio, 85 000 uomini inizieranno a passare il confine, soprattutto a Verrières-de-Joux (piccolo villaggio al sud-ovest di Pontarlier). 12 000 malati o feriti vennero curati in due mesi, prima del loro ritorno progressivo in Francia dal 13 marzo al giugno 1871. 11 800 cavalli, 285 cannoni, 64 000 fucili e 60 000 sciabole vennero venduti, e molti miliardi di franchi vennero versati alla Svizzera a titolo di compensazione. L'esercito dell'Est si era dissolto. Belfort sotto il comando del colonnello Denfert-Rochereau resistette eroicamente agli attacchi dei Prussiani dal 14 novembre 1870 fino alla firma dell'armistizio il 28 gennaio 1871.